# Michel Dubois (hockey sur glace)
Pour les articles homonymes, voir Dubois et Michel Dubois.
Michel Dubois, né le 7 novembre 1954 à Montréal, est un joueur de hockey professionnel québécois.

## Biographie
Il a joué pour les équipes de l'AMH suivantes : Nordiques de Québec, Racers d'Indianapolis, dans la Ligue Américaine : Firebirds de Philadelphie, Indians de Springfield, dans la Ligue Nord-Américaine : Cougars de Long-Island, Nordiques du Maine. Sa carrière junior majeur avec les Saguenéens de Chicoutimi a débuté en 73-74. Il était de l'édition Championne de la coupe AVCO 76-77 des Nordiques de Québec.
Après sa carrière de hockeyeur, il a joint les rangs du Service des Incendies de Montréal-Nord et a gravi les échelons jusqu'au grade d'Assistant-Directeur, lors de la fusion des Services en 2002 il a hérité d'un poste de Chef aux Opérations au Service de sécurité incendie de Montréal dans les divisions SST et Premiers Répondants avant d'aller aux opérations dans les arrondissements d'Hochelaga-Maisonneuve et de Lasalle-Lachine jusqu'à sa retraite le 1er décembre 2010. Il s'apprête à remplir un contrat de trois ans à titre de Directeur-Adjoint au Service Incendie de St-Jean-sur-Richelieu.

## Statistiques
| Saison      | Équipe                    | Ligue       |     | Saison régulière | Saison régulière | Saison régulière | Saison régulière | Saison régulière |   | Séries éliminatoires | Séries éliminatoires | Séries éliminatoires | Séries éliminatoires | Séries éliminatoires |
| Saison      | Équipe                    | Ligue       | PJ  | B                | A                | Pts              | Pun              | PJ               | B | A                    | Pts                  | Pun                  |                      |                      |
| 1973-1974   | Saguenéens de Chicoutimi  | LHJMQ       | 59  | 10               | 32               | 42               | 168              | -                | - | -                    | -                    | -                    |                      |                      |
| 1974-1975   | Cougars de Long Island    | NAHL        | 67  | 8                | 18               | 26               | 96               | 11               | 3 | 0                    | 3                    | 35                   |                      |                      |
| 1975-1976   | Comets de Mohawk Valley   | NAHL        | 16  | 1                | 4                | 5                | 54               | -                | - | -                    | -                    | -                    |                      |                      |
| 1975-1976   | Racers d'Indianapolis     | AMH         | 34  | 2                | 2                | 4                | 104              | -                | - | -                    | -                    | -                    |                      |                      |
| 1975-1976   | Nordiques de Québec       | AMH         | 21  | 0                | 3                | 3                | 23               | -                | - | -                    | -                    | -                    |                      |                      |
| 1976-1977   | Nordiques de Québec       | AMH         | 4   | 0                | 0                | 0                | 0                | 2                | 0 | 1                    | 1                    | 0                    |                      |                      |
| 1976-1977   | Nordiques du Maine        | NAHL        | 57  | 20               | 35               | 55               | 202              | 12               | 4 | 6                    | 10                   | 27                   |                      |                      |
| 1977-1978   | Firebirds de Philadelphie | LAH         | 46  | 4                | 8                | 12               | 85               | -                | - | -                    | -                    | -                    |                      |                      |
| 1977-1978   | Indians de Springfield    | LAH         | 2   | 1                | 1                | 2                | 7                | 4                | 0 | 3                    | 3                    | 13                   |                      |                      |
| Totaux NAHL | Totaux NAHL               | Totaux NAHL | 140 | 29               | 57               | 86               | 352              | 23               | 7 | 6                    | 13                   | 62                   |                      |                      |
| Totaux AMH  | Totaux AMH                | Totaux AMH  | 59  | 2                | 5                | 7                | 127              | 2                | 0 | 1                    | 1                    | 0                    |                      |                      |
| Totaux LAH  | Totaux LAH                | Totaux LAH  | 48  | 5                | 9                | 14               | 92               | 4                | 0 | 3                    | 3                    | 13                   |                      |                      |